# Wuhladko

Logo der Sendung Wuhladko

Früheres Logo der Sendung Wuhladko

Wuhladko (obersorbisch für „Aussicht“) ist der Name einer halbstündigen Fernsehsendung in obersorbischer Sprache, die monatlich seit dem 8. September 2001 unter der Moderation von Bogna Koreng vom Mitteldeutschen Rundfunk (MDR) ausgestrahlt wird. Die Sendung setzt sich vor allem mit sorbischen Themen aus der Oberlausitz auseinander, thematisiert aber auch Politik aus Sachsen und Deutschland, die die Sorben in der gesamten Lausitz betrifft.
Zu sehen sind Beiträge zu Kultur, Alltag, Politik, Traditionen etc. des sorbischen Volkes. Die Beiträge werden deutsch untertitelt.
Die obersorbische Fernsehsendung Wuhladko ist das Pendant zur niedersorbischen Sendung „Łužyca“ (Lausitz), die wiederum seit dem Jahr 1992 alle vier Wochen vom Rundfunk Berlin-Brandenburg (RBB; vor dessen Gründung vom ORB) ausgestrahlt wird.